# Niels Helveg Petersen
Niels Lolk Helveg Petersen (Odense, 17 de janeiro de 1939 – Langeland, 3 de junho de 2017) foi um político dinamarquês. Foi ministro das Relações Exteriores de 1993 a 2000, tendo anteriormente ocupado o cargo de Ministro dos Assuntos Econômicos entre 1988 e 1990. Ele foi membro do Parlamento (Folketing) pelo Partido Social-Liberal de 1966 a 1974, 1977 a 1993, e novamente de 1994 a 2011. 